# سيرجيو ديلا بيرجولا
سيرجيو ديلا بيرجولا (من مواليد 7 سبتمبر 1942 في تريستا ، إيطاليا) هو عالم ديموغرافي وإحصائي إيطالي-إسرائيلي. وهو أستاذ وخبير ديموغرافي، وتحديداً في الديموغرافيا والإحصائيات المتعلقة بالسكان اليهود.

## سيرة شخصية
ولد سيرجيو ديلا بيرجولا لعائلة يهودية في تريست عندما كانت إيطاليا تحت الاحتلال الألماني. وكان جده حاخامًا. بعد الحرب ، استقرت العائلة في ميلانو حيث كانت ديلا بيرجولا عضوًا نشطًا في حركات الشباب اليهودي والمنظمات الطلابية. 
ديلا هاجر إلى إسرائيل عام 1966 وهو حاصل على درجة الماجستير في العلوم السياسية من جامعة بافيا الايطالية والدكتوراه من الجامعة العبرية في القدس كما وانه احد استاذة الدراسات السكانية في معهد أبراهام هارمان لليهود المعاصرين في الجامعة العبرية، حيث كان رئيس المعهد ومدير قسم الديموغرافيا والإحصائيات اليهودية وشغل كرسي شلومو أرغوف في إسرائيل – علاقات الشتات.
ديلا برجولا هو متزوج من ميريام تواف ولديهما أربعة أطفال. 

## مهنة أكاديمية
ديلا بيرجولا تخصص في ديموغرافية يهود العالم، وقد نشر أكثر من مائتي بحث حول الديموغرافيا التاريخية، والأسرة، والهجرة الدولية، والهوية اليهودية ، والإسقاطات السكانية في الشتات وفي إسرائيل. وقد كتب على نطاق واسع عن الديموغرافيا في إسرائيل وفلسطين متطرقًا للخطر الديموغرافي الفلسطيني الذي يهابه الكيان الصهيوني ويعتبره اكثر الاخطار المحدقة في اهدافه. وقد حاضر في أكثر من 70 جامعة ومركز أبحاث في أوروبا الغربية وأمريكا الشمالية وأمريكا اللاتينية، وعمل كمستشار سياسي كبير لرئيس إسرائيل، والحكومة الإسرائيلية، وبلدية القدس، والعديد من المنظمات الوطنية والدولية الكبرى.
عمل في اللجنة الاستشارية الفنية الوطنية للاستطلاعات الوطنية للسكان اليهود في عامي 1990 و2000-2001 وفي لجنة الخبراء في استطلاع مركز بيو للأبحاث لعام 2013 للأمريكيين اليهود. كان أستاذاً زائراً في مركز أكسفورد للدراسات العبرية واليهودية في الفترة 2002-2003، وفي جامعة برانديز في عام 2006، وفي جامعة إلينوي في شيكاغو (UIC) في عام 2009 وفي جامعة كاليفورنيا، لوس أنجلوس (UCLA) في عام 2010. . وهو عضو في لجنة ياد فاشيم التي تعطي لقب الصالحين بين الأمم.

## الجوائز
في عام 1999، فاز ديلا بيرجولا بجائزة مارشال سكلير للإنجاز المتميز من جمعية الدراسة العلمية الاجتماعية لليهود (ASSJ) وكان تقديم جائزته بعنوان: "أفكار عالم ديموغرافي يهودي في عام 2000". وفي عام 2013، حصل على جائزة مايكل لانداو للهجرة والديموغرافيا.